# Tamarindito
Tamarindito – miasto majańskie położone w południowo-zachodniej części departamentu Petén w Gwatemali, około 10 kilometrów na wschód od Dos Pilas.

## Opis
Stanowisko położone jest na wzgórzu w kształcie litery L, które na zachód rozciąga się w kierunku Arroyo de Piedra a na południe do El Escarbado. W pobliżu znajdują się trzy małe jeziora zwane Laguna Tamarindito, Laguna El Raicero i Laguna Las Pozas. Na zboczach znajdują się kompleksy mieszkalne, a u ich podnóża tarasy uprawne. Szczyt wzgórza został wyrównany, gdzie we wczesnym okresie klasycznym wzniesiono królewską siedzibę. 
Stanowisko dzieli się na dwie główne grupy A i B, oraz kilka pomniejszych, które łącznie zawierają 140 struktur, sześć steli, dwa ołtarze ofiarne, schody hieroglificzne oraz długą groblę łączącą obie grupy. Nie odnaleziono natomiast murów obronnych ani boiska do gry w piłkę. Zarówno w grupie A jak i B znajdowały się struktury pałacowe, przy czym te w grupie A zawierały rezydencje przeznaczone dla elit, a te w grupie B prawdopodobnie pełniły funkcje administracyjne i dyplomatyczne.
Tamarindito we wczesnym okresie klasycznym było najważniejszym miastem w regionie, ale posiadało również drugorzędną stolicę w Arroyo de Piedra, z którym tworzyło jedno państwo dzieląc ten sam emblemat.

## Historia
We wczesnym okresie klasycznym (350-600 r. n.e.) Tamarindito było niewielkim ośrodkiem, jednak wraz ze wzrostem liczby ludności, miasto zyskało na znaczeniu i do VII wieku n.e. stało się stolicą regionu Petexbatún.
Około 629 roku władca Tikál (prawdopodobnie Kinich Muwaan Jol II) założył Dos Pilas w celu kontrolowania szlaków handlowych w regionie Petexbatún. Doprowadziło to do utraty dominującej pozycji przez Tamarindito i podporzadkowania się nowemu ośrodkowi. Mimo tego miasto nadal się rozwijało i VIII wieku osiągnęło szczyt populacji.   
W 760 roku na tronie zasiadł Chanal Balam, który zbuntował się i wraz z sojusznikami najechał Dos Pilas. Tekst ze schodów hieroglificznych odkrytych w Tamarindito wspomina o „wyjściu” władcy Dos Pilas, co jest odniesieniem do przymusowej ucieczki, choć niewykluczone, że został on schwytany i zabity. 
Zniszczenie miasta nie tylko doprowadziło do jego opustoszenia, ale też zdestabilizowało cały region Petexbatún, który pogrążył się działaniach wojennych. W ciągu 50 lat od zwycięstwa nad Dos Pilas populacja Tamarindito spadła o prawie osiemdziesiąt procent. Przypuszczalnie część mieszkańców przeniosła się do Punta de Chimino. Natomiast jeden z władców został wspomniany w inskrypcji z Aguateca datowanej na 790 rok, ale związek między tymi dwoma miastami pozostaje niejasny.
W IX wieku Tamarindito pozbawione znacznej części populacji zostało zredukowane do małej wioski składającej się z kilku gospodarstw położonych w pobliżu źródeł wody.

## Odkrycie i badania
Ruiny miasta zostały odkryte w 1959 roku przez geologa George’a Vinsona, który poszukiwał złóż ropy naftowej. Dokładniejszego rekonesansu dokonali w 1984 roku Ian Graham oraz Merle Green Robertson, którzy sporządzili opis stanowiska oraz jego rzeźb. W 1990 roku archeolog Stephen Houston wraz z grupą badaczy rozpoczął wykopaliska w ramach Regionalnego Projektu Archeologicznego Vanderbilt Petexbatun. W czasie prac terenowych zbadali Grupy A i B oraz sporządzili mapę kilku terenów mieszkalnych powiązanych z tarasami rolniczymi odkrytymi w tym samym roku w północno-wschodniej części stanowiska. Badania kontynuowano w latach 1991–1994 pod kierownictwem Juana Antonio Valdésa.

## Władcy
Inskrypcje znajdujące się na ceramice i innych zabytkach sugerują długą linię dynastyczną, składającej się z ponad 25 władców, z czego zaledwie kilku zidentyfikowano z imienia. Jednakże uwzględniono w niej mitycznych władców, ponieważ późniejsi królowie uważali, że ich korzenie wywodzą się z głębokiej, mitycznej przeszłości. Dotychczas zidentyfikowano dwunastu władców:
| Imię               | Data panowania |
| ------------------ | -------------- |
| Władca 1           | ok. 513        |
| Wakoh K'inich      | ok. 534–554    |
| Władca 3           | ok. 573        |
| Władca 4           | –613           |
| Wakoh Chan K'inich | 613–           |
| Aj Ajan Nah        | ok. 660        |
| Aj Ihk' Wolok      | ok. 660–702    |
| Władca 8           | ok. 705        |
| Władca 9           | ok. –711       |
| Władca 10          | ok. –712       |
| Chak Bin Ahk       | ok. 712–731    |
| Chanal Balam       | ok. 760–764    |